# Hexagenia atrocaudata
Hexagenia atrocaudata je druh jepice z čeledi Ephemeridae. Žije v Severní Americe. Jako první tento druh popsal kanadský entomolog James Halliday McDunnough v roce 1924.